# Neoscona blondeli
Neoscona blondeli är en spindelart som först beskrevs av Simon 1886.  Neoscona blondeli ingår i släktet Neoscona och familjen hjulspindlar. Inga underarter finns listade i Catalogue of Life.